# هاغي ماكفيرسون
هاغي ماكفيرسون (بالإنجليزية: Hughie McPherson)‏ هو لاعب كرة قدم أسترالية أسترالي، ولد في 21 أغسطس 1918، وتوفي في 25 يوليو 2013.

## وصلات خارجية
- هاغي ماكفيرسون على موقع AustralianFootball.com (الإنجليزية)
- هاغي ماكفيرسون على موقع AFLtables.com (الإنجليزية)